# Alice (Texas)
Alice és una població dels Estats Units a l'estat de Texas. Segons el cens del 2000 U.S. Census tenia 19.010 habitants.

## Demografia
Segons el cens del 2000, Alice tenia 19.010 habitants, 6.400 habitatges, i 4.915 famílies. La densitat de població era de 616,8 habitants/km².
Dels 6.400 habitatges en un 39% hi vivien nens de menys de 18 anys, en un 54,5% hi vivien parelles casades, en un 17,6% dones solteres, i en un 23,2% no eren unitats familiars. En el 20,9% dels habitatges hi vivien persones soles el 10,8% de les quals corresponia a persones de 65 anys o més que vivien soles. El nombre mitjà de persones vivint en cada habitatge era de 2,92 i el nombre mitjà de persones que vivien en cada família era de 3,39.
Per edats la població es repartia de la següent manera: un 30,3% tenia menys de 18 anys, un 9,3% entre 18 i 24, un 26,2% entre 25 i 44, un 20,5% de 45 a 60 i un 13,7% 65 anys o més.
L'edat mediana era de 33 anys. Per cada 100 dones de 18 o més anys hi havia 85,8 homes.
La renda mediana per habitatge era de 30.365$ i la renda mediana per família de 34.276$. Els homes tenien una renda mediana de 32.409$ mentre que les dones 17.101$. La renda per capita de la població era de 13.118$. Aproximadament el 17,9% de les famílies i el 21,9% de la població estaven per davall del llindar de pobresa.

## Poblacions més properes
El següent diagrama mostra les poblacions més properes.

## Fills il·lustres
- Robert Floyd Curl (1933 -) químic, Premi Nobel de Química de l'any 1996.